# Un amour de Coccinelle
Série La Coccinelle
Le Nouvel Amour de Coccinelle
(1974)
Pour plus de détails, voir Fiche technique et Distribution.
Un amour de Coccinelle (The Love Bug) est un film réalisé par Robert Stevenson, sorti en 1968.
Ce film a connu plusieurs suites et remakes, au cinéma et à la télévision.

## Synopsis
Jim Douglas, pilote automobile de Derby de démolition et ancien pilote de Formule 2, multiplie les défaites et commence à perdre de l'argent. Il vit à San Francisco dans une ancienne caserne de pompiers chez un ami mécanicien se nommant Séraphin Steinmetz qui revient d'un séjour au Tibet chez des moines. Pour continuer sa carrière de pilote, Jim Douglas a besoin d'une voiture mais il manque d'argent.
En passant devant un concessionnaire automobile de luxe, il rencontre une certaine Carole Bennett qui y travaille. Dès que le propriétaire, Peter Thorndyke, se rend compte que Jim Douglas n'a pas les moyens, la Volkswagen Coccinelle, une voiture vivante, apparait dans le salon d'exposition puis sort du garage par l'arrière et suit Jim sur le chemin du retour chez lui. Le lendemain, Jim est accusé par la police d'avoir volé la Coccinelle qui est garée devant chez Séraphin. De retour chez le concessionnaire, Jim Douglas rachète la voiture sur la proposition de Carole à bas prix pour que Peter Thorndyke s'en débarrasse. Mais les essais de Jim sont décevants, la voiture ne réagit pas comme il faudrait car elle semble prendre le contrôle elle-même, il veut que Thorndyke la récupère.
Carole annule son dîner de fiançailles avec Peter Thorndyke pour essayer la voiture et subit les mêmes réactions, la Coccinelle emmenant même Carole et Jim en balade dans un drive-in puis dans un parc en bloquant les portes. Jim Douglas remarque que la Coccinelle est très rapide et décide de faire de la compétition avec elle. Séraphin comprend qu'elle a sa personnalité propre alors que Jim reste sceptique.
Dotée du fameux no 53 et avec son caractère rapide, la voiture rebaptisée Choupette (Herbie en version originale) est prête à gagner. Elle gagne dans un premier temps la course de Jackrabbit Springs. Thorndike qui a assisté à la victoire propose de racheter la voiture. Mais Jim refuse puis parie sur la prochaine course de Riverside contre Thorndike. La course est également gagnée au grand étonnement de Thorndike. Choupette enchaine une série de courses (Monterrey, Laguna Seca, Las Vegas, Tulare, Tijuana-Tecate) mais ne court pas Indianapolis pour une question de cylindrée. 
Carole et Jim se rapprochent et ont un rendez-vous mais remplacent Choupette par la "Thorndike Spéciale". Pendant ce temps, Thorndike s'invite chez Séraphin et sabote Choupette en remplissant son réservoir de crème. Ce qui lui permet de triompher le lendemain à Riverside. Carole le quitte alors pour réparer la voiture. Mais Jim achète entretemps une Lamborghini neuve et vend Choupette. Jalouse, celle-ci détruit la voiture neuve. Jim réalise alors que Choupette est vivante et refuse de la vendre mais elle s'est déjà enfuie de dépit.
Elle est récupérée par Thorndike qui veut la démonter pour percer le secret de ses performances. Affolée, Choupette s'enfuit puis essaye de se suicider du haut du Golden Gate. Jim l'en empêche.
Maintenant Choupette va affronter la dure loi de la compétition contre Peter Thorndyke alors épaulé par son fidèle assistant Havershaw dans la course "El Dorado".

## Fiche technique
Sauf mention contraire, les informations proviennent des sources suivantes : Leonard Maltin, Mark Arnold, IMDb
- Titre original : The Love Bug
- Titre français et québécois : Un amour de Coccinelle
- Réalisation : Robert Stevenson
- Scénario : Bill Walsh et Don DaGradi, d'après l'histoire Car, Boy, Girl de Gordon Buford
- Musique : George Bruns
- Direction artistique : Carroll Clark et John B. Mansbridge
- Décors : Claire P. Brown, Hal Gausman et Emile Kuri
- Costumes : Bill Thomas, Chuck Keehne et Emily Sundby
- Photographie : Edward Colman
- Son : Robert O. Cook (supervision), Dean Thomas (mixage), Ben Hendricks et Bill Wylie (montage)
- Montage : Cotton Warburton
- Production : Bill Walsh
- Société de production : Walt Disney Productions
- Société de distribution : Buena Vista Distribution Company (États-Unis) ; Walt Disney Productions (France)
- Budget : n/a[4]
- Pays de production :  États-Unis
- Langues originales : anglais, cantonais, espagnol
- Format : couleur (Technicolor) — 35 mm — 1,75:1 — son Mono
- Genre : comédie
- Durée : 108 minutes
- Dates de sortie :
  - États-Unis : 13 mars 1969
  - France : 10 septembre 1969
- Classification :
  - États-Unis : tous publics (G - General Audiences)
  - France : tous publics (conseillé à partir de 8 ans)[5],[6]

## Distribution
- Dean Jones (VF : Dominique Paturel) : Jim Douglas / le hippie avec les lunettes
- Michele Lee (VF : Lily Baron) : Carole Bennett
- David Tomlinson (VF : Bernard Dhéran) : Peter Thorndyke
- Buddy Hackett (VF : Jacques Dynam) : Séraphin Steinmetz (Tennessee Steinmetz en V.O.)
- Joe Flynn (VF : Albert Médina) : Havershaw
- Benson Fong (VF : Trang Wang Ke) : Mr. Tang Wu
- Andy Granatelli (VF : William Sabatier) : Mr. Granitelli, le président de la course El Dorado
- Joe E. Ross (VF : Jean Michaud) : le détective
- Barry Kelley (VF : Paul Bonifas) : le sergent au commissariat
- Iris Adrian (VF : Françoise Fechter) : la serveuse du drive-in
- Ned Glass (VF : René Arrieu) : le policier au poste de péage du pont
- Robert Foulk (VF : Claude Bertrand) : Bice, un ami de Jim le conduisant chez lui
- Gil Lamb (en) (VF : Georges Hubert) : le policier dans le parc
- Russ Caldwell : le garçon conduisant le buggy
- Nicole Jaffe (en) : la fille dans le buggy
- Wally Boag : l'automobiliste énervé
- Peter Renaday : le jeune policier sur le pont
- Herb Vigran (VF : Jean Violette) : le vieux policier sur le pont
- Brian Fong : le chinois transportant Choupette
- Allen Jung (es) : l'employé de la station-service du Camp Chinois
- Gary Owens (VF : Denis Savignat) : l’annonceur de la course El Dorado
- Chick Hearn (VF : Maurice Pierrat) : le commentateur de la course El Dorado
- Bing Russell (VF : Marc de Georgi) : le démarreur de la course El Dorado
- Pedro Gonzalez Gonzalez : Rodriguez, le chauffeur mexicain
- Dale Van Sickel (en) : un pilote
- Bill Hickman (en) : un pilote
- Dick Warlock : un pilote
- Jock Mahoney : un pilote
- Roy Butterfield : un pilote
- Rudy Doucette : un pilote
- Bud Ekins (en) : un pilote
- Glenn R. Wilder : un pilote
- Robert James : un pilote
- Bob Harris : un pilote
- Jesse Wayne : un pilote
- Larry J. Blake : un chronométreur de la course El Dorado
- Harold Fong : le directeur du magasin de Mr. Wu
- Ben Frommer : un officiel de la course mexicaine
- Kathryn Minner (en) : la fleuriste
- ? (VF : Michel Gudin) : voix du commentateur (haut-parleur) des courses Jackrabbit Springs et Riverside
- ? (VF : Gérard Hernandez) : voix d'un journaliste récitant les titres des journaux
- ? (VF : Jacques Balutin) : voix du journaliste « Douglas gagnera-t-il encore à Riverside ? »

Source : Leonard Maltin, Dave Smith, Mark Arnold et IMDb

## Sorties cinéma
Sauf mention contraire, les informations suivantes sont issues de l'Internet Movie Database.
- États-Unis :
  - 24 décembre 1968 (limitée)[2]
  - 13 mars 1969 (sortie nationale)[7]
  - 27 mars 1969  (Cérémonie de première au Grauman's Chinese Theatre à Hollywood)[10]
- Royaume-Uni : 16 mai 1969
- Brésil : 16 juin 1969
- Argentine : 3 juillet 1969
- Allemagne de l'Ouest : 4 septembre 1969
- Danemark : 12 septembre 1969
- Italie : 26 septembre 1969
- Suède : 17 octobre 1969
- Finlande : 31 octobre 1969
- Hong Kong : 13 novembre 1969
- Australie : 18 décembre 1969
- Irlande : 19 décembre 1969
- Japon : 20 décembre 1969
- Espagne : 16 mars 1970 (Madrid), 18 mai 1970 (Barcelone)
- Uruguay : 14 septembre 1970 (Montevideo)
- Mexique : 17 juin 1971
- Colombie : 24 juin 1971
- Hongrie : 5 juin 1980

## Production
Le scénario est inspiré de l'histoire Car, Boy, Girl de Gordon Buford. Il est toutefois assez proche de la bande dessinée Mickey et l'auto magique écrite et dessinée par Dick Moores et publiée en octobre 1952. L'acteur Dean Jones déclare dans le commentaire du DVD que Walt Disney a approuvé la production du film avant son décès après que l'acteur a raconté le début des courses de voitures aux États-Unis,. Parmi les titres possibles du film, on note Car, Boy, Girl, The Magic Volksy, The Runaway Wagen, Beetlebomb, Wonderbeetle, Bugboom et Thunderbug avant de finir par être nommé The Love Bug.
Le compositeur américain George Bruns, qui a composé la musique du film, a également composé les thèmes de films d'animation Disney tels que Merlin l'Enchanteur (1963), Le Livre de la jungle (1967) ou encore Les Aristochats (1970). D'autres œuvres empruntées au registre de la musique classique figurent dans ce film : un extrait de l'opérette de Johan Strauss II, Die Fledermaus (« La chauve souris »), est présent dans le générique d'ouverture.
Les images d'ouverture du film avec le carambolage sont des images extraites du film Fireball 500 (en) (1966) avec Frankie Avalon et Annette Funicello. Le tournage s'est déroulé en Californie à San Francisco et la péninsule de Monterey. Les scènes de course présentes au début du film ont été tournées, pour la plupart, sur le circuit de Riverside, en Californie,. D'autres scènes ont été tournées au Circuit de Laguna Seca à Monterey et Willow Springs Raceway (en) à Willow Springs en Californie.

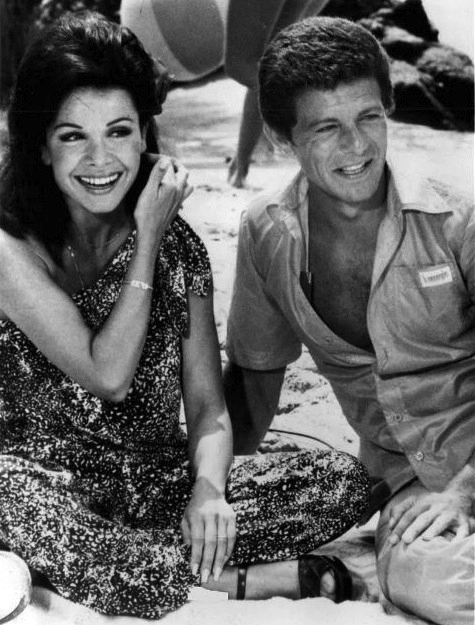
Frankie Avalon et Annette Funicello en 1977, vedettes de Fireball 500
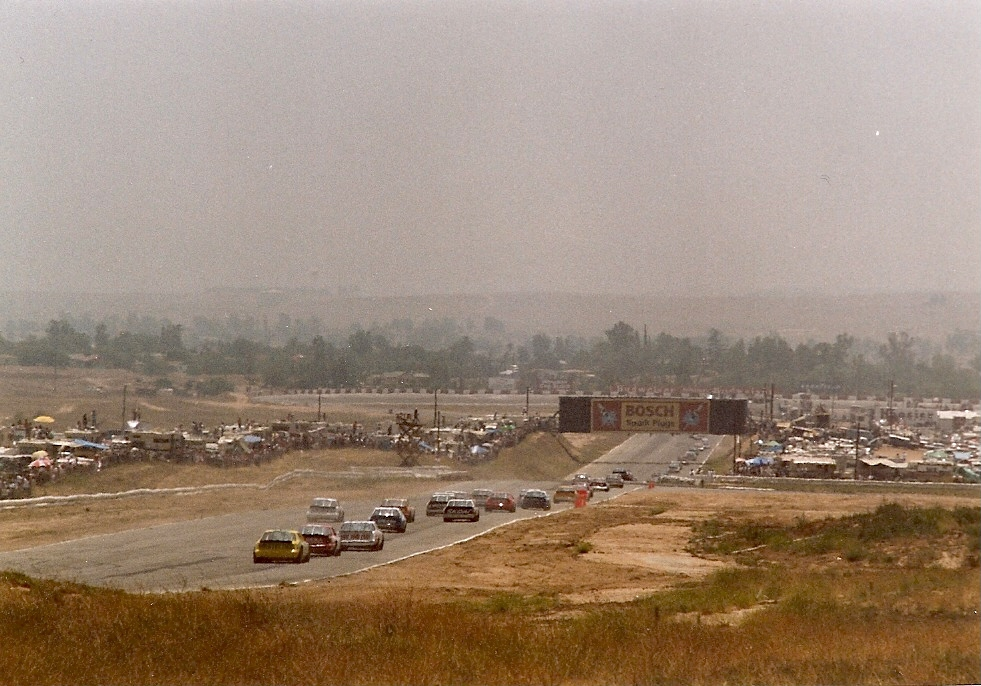
Le circuit de Riverside, en Californie en 1998
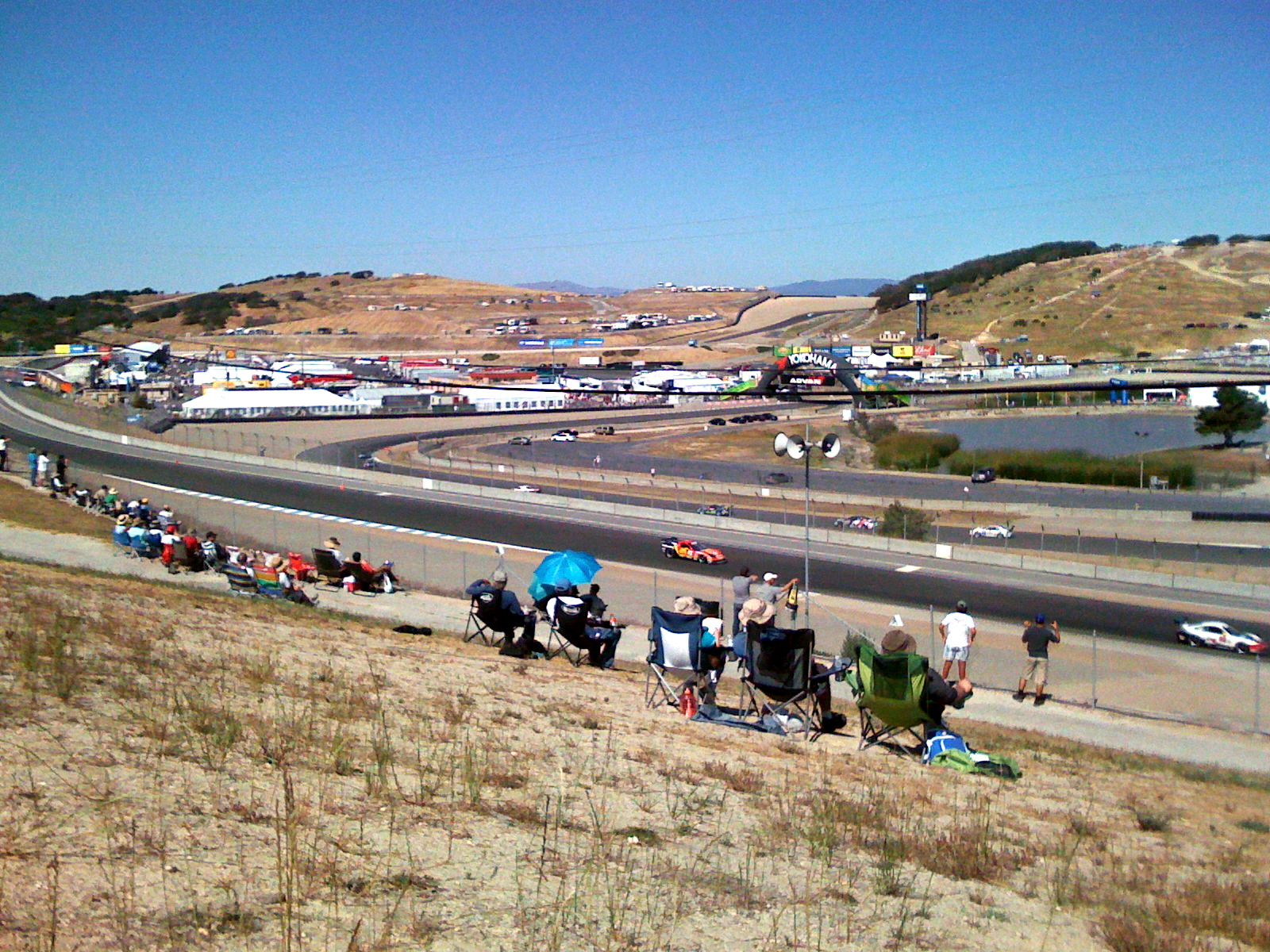
Le Circuit de Laguna Seca à Monterey en 2008
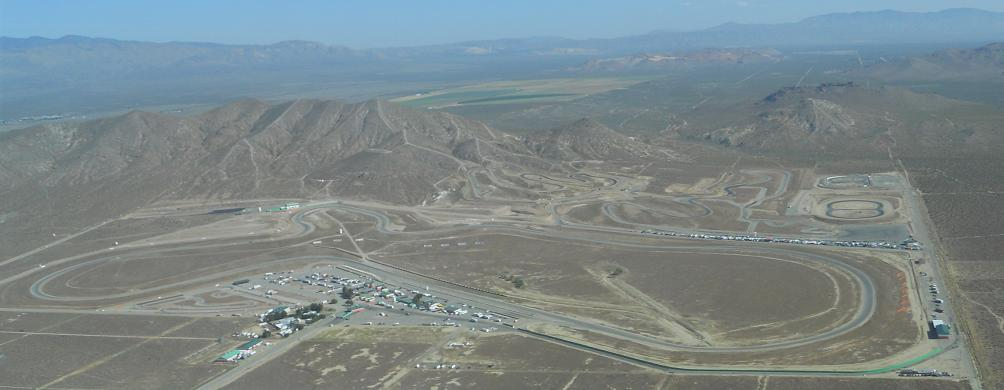
Vue aérienne du circuit de Willow Springs en Californie.

Le tournage de la scène où la coccinelle sautille sur l'eau a duré un mois entier. La voiture était en fait reliée par des câbles avec un contrepoids et devait obligatoirement se contenter d'effleurer l'eau pour éviter d'être ralentie. La scène ne dure que quelques secondes dans le film.[réf. nécessaire]
Une scène supprimée au montage final, intitulée Voitures d'occasion, montrait Dean Jones allant voir un vendeur de voitures d'occasion avant d'aller dans la concession de Thorndyke,. La scène est encore présente dans le script d'origine et une photographie en noir et blanc existe de Dean Jones parlant au vendeur de voiture. Une autre scène supprimée intitulée Terrain de jeu prévue pour la fin du film a été scénarisée et dessinée en storyboard et présentait Choupette jouant avec des enfants dans un terrain de jeu juste avant d'aller prendre Jim et Carole à leur mariage et partir en voyage de noces,.

### Casting
Comme pour plusieurs productions de l'époque, le studio Disney utilise plusieurs acteurs ayant déjà tournés pour eux comme Dean Jones dans L'Espion aux pattes de velours (1965) ou David Tomlinson (Thorndyke) dans Mary Poppins (1964). Même le réalisateur Robert Stevenson est un habitué du studio. L'actrice Yvette Mimieux avait été sélectionnée pour le rôle de Carole Bennett mais c'est Michele Lee qui a été choisie. Bing Russell est le père de Kurt Russell.
La scène entre Buddy Hackett et Benson Fong parlant chinois n'est pas truquée, les deux acteurs conversant réellement dans cette langue.

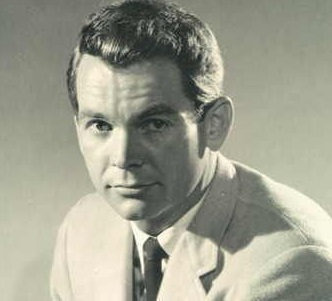
Dean Jones en 1966
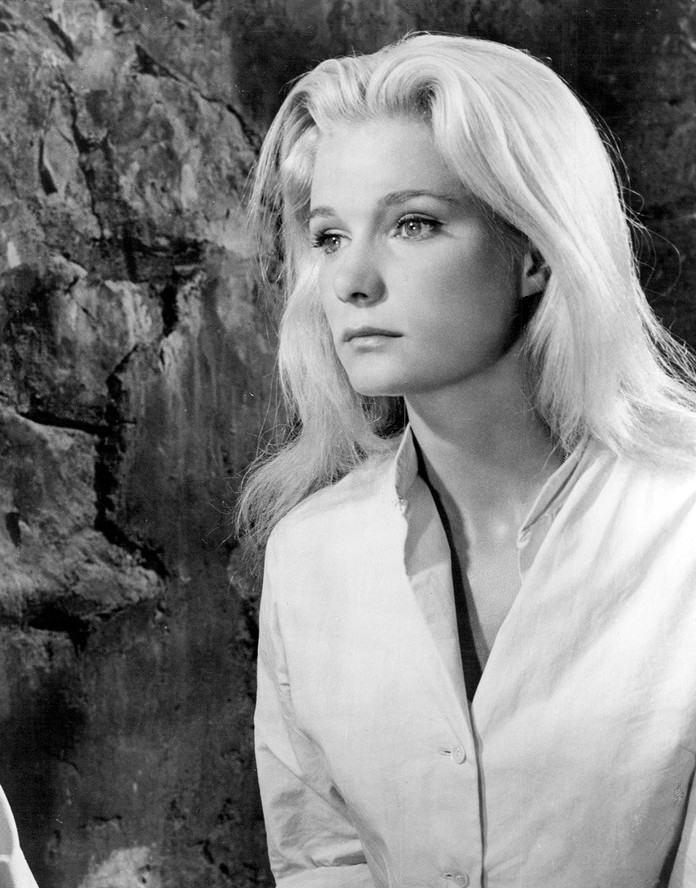
Yvette Mimieux en 1965
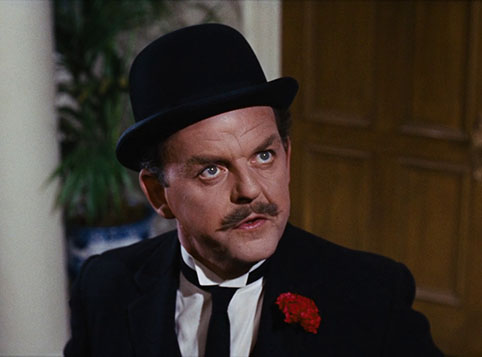
David Tomlinson en 1964 dans Mary Poppins
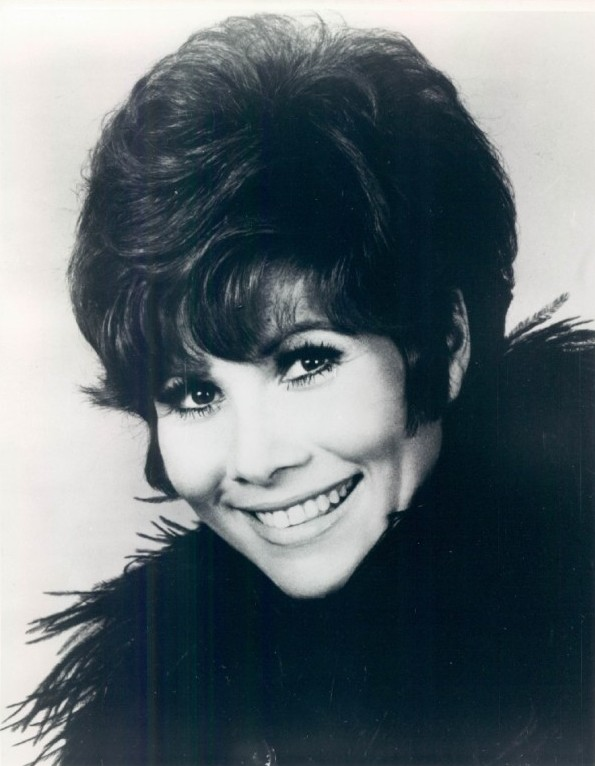
Michele Lee en 1974

### Herbie-Choupette

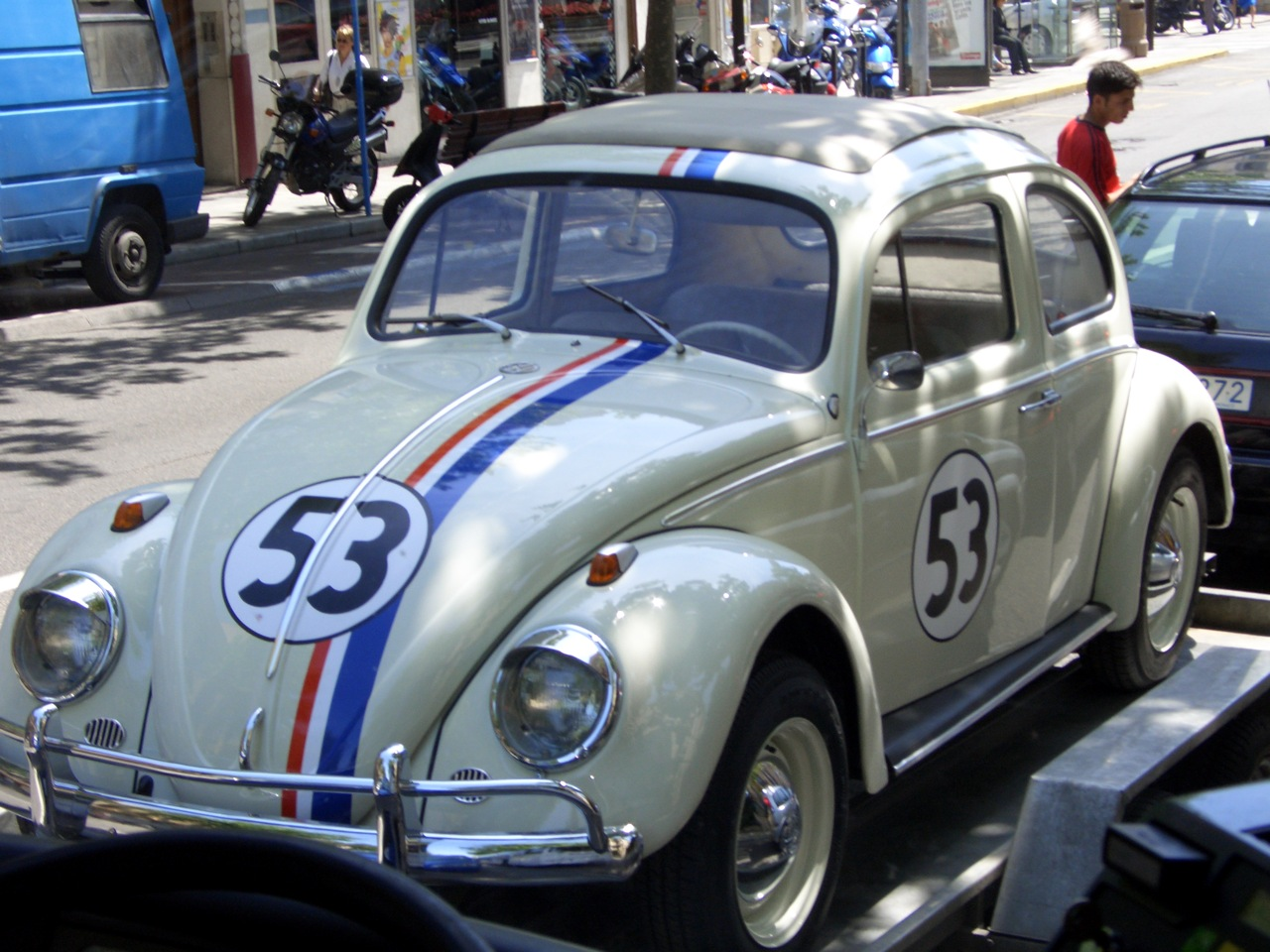
Choupette, vedette des films de Walt Disney Pictures.

La voiture vedette du film est une Volkswagen Coccinelle modèle Sedan de 1963 de couleur blanc-crème avec un toit amovible gris, arborant un numéro 53 et des bandes de couleurs bleu-blanc-rouge comme les voitures de course. Ce modèle de coccinelle américaine des années 1960 a la particularité d'avoir un pare-chocs à deux étages, contrairement aux modèles produits en Europe qui n'en ont qu'un. Le scénario d'origine prévoyait une coccinelle rouge.
D'après Dean Jones, huit modèles ont été utilisés dans le film principalement pour les cascades dont l'un se coupait en deux et à plusieurs niveaux de destruction,. Le nom de la voiture en version originale Herbie provient d'un sketch de l'acteur Buddy Hackett tandis que le numéro 53 a été attribué à la voiture en honneur au joueur de baseball Don Drysdale des Dodgers de Los Angeles alors en fin de carrière. L'une des voitures modifiées pour le tournage était pourvue d'un moteur de Porsche 356.
Les bruits et sons de la voiture sont l'œuvre du bruiteur Jimmy McDonald, l'une des voix officielles de Mickey Mouse. Une image du film utilisée à des fins promotionnelles montrent Séraphin se tenant à la portière droite pour équilibrer la voiture après que celle-ci a perdu une roue, mais elle contient une erreur car le numéro 53 n'est pas inscrit sur la portière.
L'un des modèles a été acheté par Dean Jones. Alors que Dean Jones évoque 8 voitures, une Coccinelle du film numérotée 10 a été repeinte en jaune pour figurer dans Le Nouvel Amour de Coccinelle (1974) dans une scène à la casse. Ce véhicule a par la suite été présenté dans un spectacle World of Wheels puis acheté par le musée automobile de Swigart à Huntingdon (Pennsylvanie) en 1997 qui le conserva dans des entrepôts. Il a été acheté en 2013 par un collectionneur et restauré en reprenant les couleurs d'origine du film mais en conservant les impacts de collision.

### Autres voitures
Au début du film, Thorndyke conduit une Jaguar Type E frappée du numéro 14. À la fin, au cours des deux épreuves de l'El Dorado, il pilote un modèle moins connu surnommé Thorndyke Special basé sur une Apollo GT (en) de 1965, une voiture de sport produite entre 1962 et 1965 par International Motorcars, société basée à Oakland en Californie. L'une des deux voitures utilisées dans le film, modifiée par Max Balchowsky a été vendue sur eBay en 2004 et restaurée par un collectionneur privé.

## Sortie et Accueil

### Sortie
Mark Arnold mentionne une sortie limitée le 24 décembre 1968. Toutefois le Los Angeles Times annonce le film pour l'été 1969. Le film sort au niveau national le 13 mars 1969 mais le studio organise une 
cérémonie de première au Grauman's Chinese Theatre à Hollywood le 27 mars 1969. Le 23 mars 1969, le parc Disneyland organise une journée spéciale pour le film avec un concours pour les visiteurs autorisés à amener leurs voitures Coccinelle décorées sur le parking et certaines à défiler sur Main Street, USA, jugé par Dean Jones. Le prix du concours de la Coccinelle la mieux décorée était une réplique grandeur nature de Herbie-Choupette.
Le film ressort au cinéma en 1979 puis en vidéo en 1980 et 1992. La sortie vidéo date de mars 1980 en location grâce à un partenariat noué avec Fotomat. Le film a été diffusé en deux épisodes dans l'émission The Wonderful World of Disney le 23 et le 30 septembre 1979 sur NBC. Le succès a poussé le studio à produire plusieurs suites, trois films et une série télévisée.

### Accueil critique
Le film est le plus important film au box-office américain en 1969, et alors le second meilleur résultat après Mary Poppins en 1964. Le film a été produit avec un budget de 4,2 millions d'USD ou 5 millions d'USD et a récolté 51,2 millions d'USD durant les 5 premiers mois d'exploitation. Dean Jones déclare que cela fait du film l'un des dix plus gros bénéfices derrière Autant en emporte le vent (1939),. La société a participé à la promotion du film à hauteur de 1,5 million d'USD,. Malgré son succès c'est un film classé X qui gagne l'oscar du meilleur film pour l'année 1969, Macadam Cowboy.

## Distinctions
En 1970, le film Un amour de Coccinelle a été sélectionné 3 fois dans diverses catégories et a remporté 1 récompense.

### Récompense
- Goldene Leinwand : Golden Screen[N 1].

### Nominations
- Laurel Awards :
  - Meilleur film de comédie,
  - Meilleur acteur de comédie pour Dean Jones.

## Analyse
Leonard Maltin indique que le succès du film a pris la plupart des membres du studio par surprise. Le film comprend de nombreuses folles courses-poursuites, effets spéciaux, des jeux d'acteurs agréables et de la comédie bouffonne. Pour Dean Jones l'approbation par Walt Disney est une explication au fait que ce film posthume sorti en 1969 soit si proche des productions faites du vivant du fondateur du studio Disney,. Le succès extraordinaire du film rappelle celui de Mary Poppins (1964) et donne l'impression que le studio sans Walt est capable de ce qu'il faut, ce qui est assez vrai durant les années 1960 et le début des années 1970 avant que la tempête se lève.
Mark Arnold écrit que le film Un amour de Coccinelle est la quintessence de Disney et que même si la franchise est à nouveau en sommeil après plusieurs remakes (un téléfilm en 1997 et un film en 2005) il est persuadé qu'elle serait de nouveau utilisée dans le futur. Toutefois le film ne possède pas d'adaptation en attraction dans les parcs Disney.
Michele Lee se souvient que durant le tournage à la fois Martin Luther King et Robert Kennedy ont été assassinés ce que Mark Arnold considère comme ironique à la vue du thème du film.

## Éditions en vidéo
En France, le film Un amour de Coccinelle est sorti en DVD le 30 juin 1999.

## Autour du film

### Adaptations et produits dérivés
Le film La Cane aux œufs d'or (1971) comporte une référence à Un amour de Coccinelle en montrant dans la course-poursuite à la fin du film, une Volkswagen Coccinelle avec la même plaque d'immatriculation OFP 857.

### Adaptation à la télévision
- 1982 : Herbie, un amour de Coccinelle, de Bill Bixby, Charles S. Dubin et Vincent McEveety (série télévisée en cinq épisodes de 48 minutes diffusée initialement sur CBS
- 1997 : Un nouveau départ pour la Coccinelle (The Love Bug), de Peyton Reed (téléfilm), inédit en DVD en France, dans lequel est expliquée la construction de la coccinelle. On peut aussi noter la présence d'une autre coccinelle noire et agressive. Dean Jones, alias Jim Douglas, le premier conducteur de la Coccinelle, apparaît comme artiste invité dans ce téléfilm.

### Suites
- 1974 : Le Nouvel Amour de Coccinelle (Herbie Rides Again), de Robert Stevenson
- 1977 : La Coccinelle à Monte-Carlo (Herbie Goes to Monte Carlo), de Vincent McEveety
- 1980 : La Coccinelle à Mexico (Herbie Goes Bananas), de Vincent McEveety
- 2005 : La Coccinelle revient (Herbie: Fully Loaded) réalisé par Angela Robinson.

### Parcs et loisirs
La voiture apparaît régulièrement dans des parades de voitures du parc Disney's Hollywood Studios ainsi que dans les deux versions du spectacle de cascades Moteurs, Action! au parc Walt Disney Studios et à Disney's Hollywood Studios.
L'hôtel Disney's All-Star Movies Resort de Walt Disney World Resort à Orlando en Floride comporte deux bâtiments (les 6 et 7) thématisés sur le film.